# Tarek Atoui

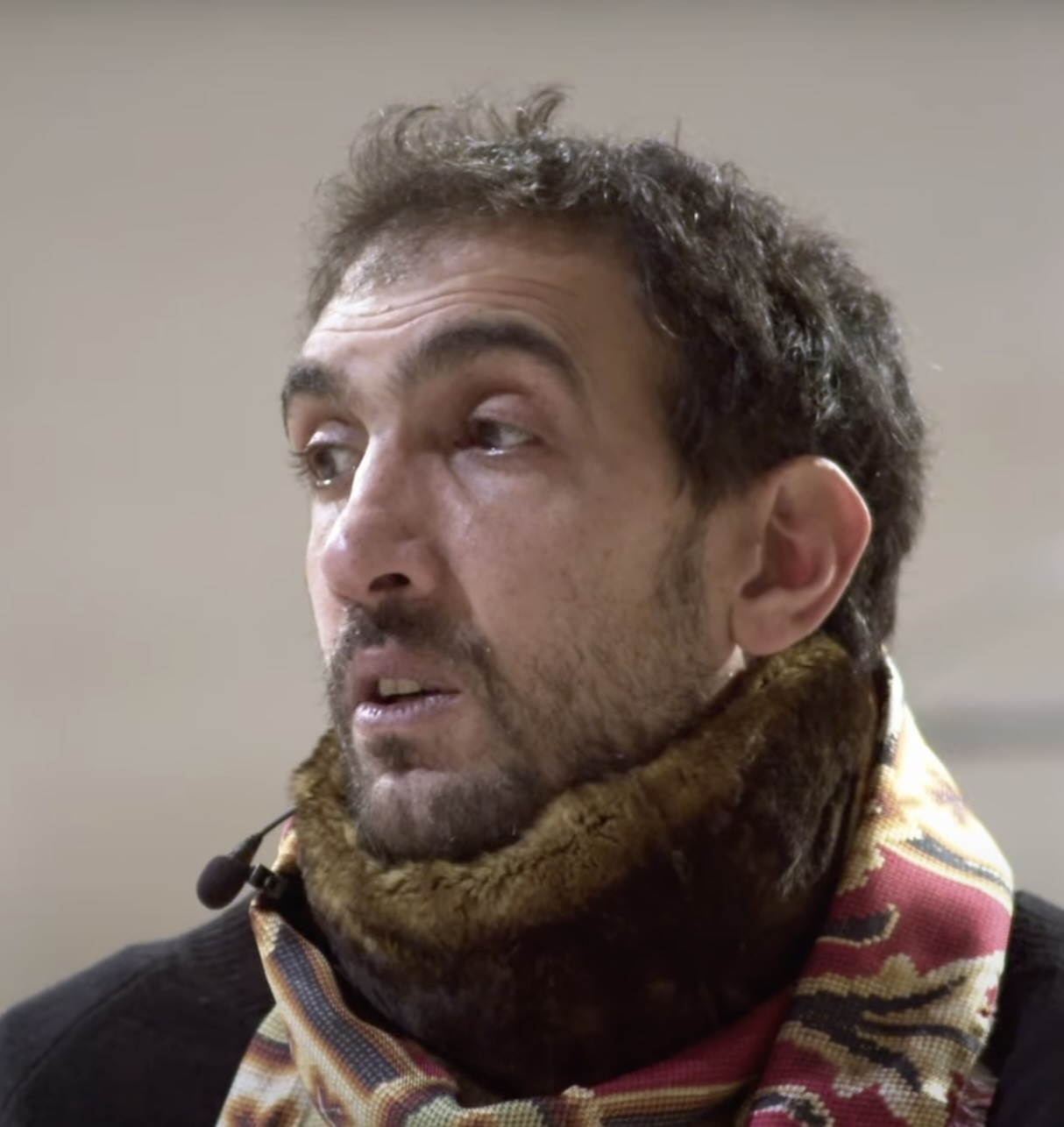
Tarek Atoui (2024)

Tarek Atoui (* 1980 in Beirut) ist ein libanesisch-französischer elektroakustischer Musiker und Klangkünstler.

## Leben und Werk
Tarek Atoui zog 1998 nach Paris. Er studierte zeitgenössische Elektroakustische Musik am French National Conservatory von Reims und veröffentlichte 2006/2007 sein erstes Soloalbum beim Plattenlabel Staalplaat (Amsterdam/Berlin) in der Serie Mort Aux Vaches. Seit 2008 ist Atoui künstlerischer Leiter der Steim Studios in Amsterdam.
Auf der dOCUMENTA (13) trat Atoui mit Un-drum 1 auf, einer Arbeit, die von Erkki Kurenniemis DIMI-Synthesizern inspiriert wurde. Atoui erforschte fünf Jahre lang die Wechselwirkungen zwischen Sound als Vibration, Instrumenten und den Körpern der Performer, sowie den Körpern der Zuschauer. Die daraus resultierende Performance within wurde 2013 auf der Sharjah Biennial 11 präsentiert. Atouis Ausgangspunkt für The Metastable Cut (2013) ist das 1964 in Stockholm gegründete Electronic Music Studio (EMS) und die wichtige Rolle, die es für die Entwicklung der Elektronischen Musik und Klangkunst gespielt hat.

## Ausstellungen (Auswahl)
- 2021: Waters’ Witness, Friedericianum, Kassel[5]
- 2024/25: Tarek Atoui, Kunsthaus Bregenz